# Phyllodromica algerica
Phyllodromica algerica er en kakerlakart som først blev beskrevet af spanieren Bolívar i 1881. Phyllodromica algerica indgår i slægten Phyllodromica og familien småkakerlakker (Blattellidae). Ingen underarter findes oplistet i Catalogue of Life.
| bille | Spire Denne artikel om insekter er en spire som bør udbygges. Du er velkommen til at hjælpe Wikipedia ved at udvide den. |